# Viktor Zoller
Viktor Zoller (Ravensburg, 22 giugno 1912 – Landsberg, 28 maggio 1947) è stato un ufficiale tedesco, membro delle SS (Hauptsturmführer), e specificatamente dello staff dei campi di concentramento di Mauthausen-Gusen e di Auschwitz-Birkenau.

## Biografia
Viktor Zoller nacque a Ravensburg, nei pressi di Ulma. Prima di entrare nelle SS, di professione era un tecnico edile. Il 7 maggio 1933 si iscrisse nello NSDAP (tessera n° 3 287 569) e nelle SS (n° tessera 77 379). Venne subito inserito nel secondo battaglione SS-Totenkopfverbände, reggimento "Alta Baviera" (2° SS-Totenkopf-Standarte "Oberbayern"), di stanza al campo di concentramento di Dachau. Il 22 marzo 1941, venne nominato aiutante del comandante del campo di concentramento di Mauthausen, Franz Ziereis. Dal 2 maggio 1942 al 28 ottobre 1943 servì in diverse sub-unità delle Waffen-SS e prese parte a molti combattimenti sul fronte orientale. Tra il 22 novembre 1943 e 25 maggio 1944, Zoller fu aiutante del comandante di Auschwitz, Rudolf Höß. In seguito tornò al campo di Mauthausen, dove fino al 9 aprile 1945 comandò un battaglione di soldati. Fu anche un membro ufficiale del Progetto Lebensborn. Zoller ricevette, come riconoscimento dei suoi servigi, la Degen, la Spada d'Onore delle SS (SS-Ehrendegen).
A Mauthausen, diresse molte esecuzioni di massa tramite fucilazione e impiccagione. Inoltre condannò a morte molti prigionieri, oltre a infliggere terribili punizioni, che effettuava personalmente su di loro.
Arrestato dagli Alleati il 23 dicembre del 1945, venne condannato a morte il 13 maggio 1946, insieme ad altri imputati facenti parte dello staff di Mauthausen-Gusen dal tribunale militare americano, in uno dei processi di Dachau. Venne giustiziato tramite impiccagione nella prigione di Landsberg am Lech, nei pressi di Monaco, il 28 maggio 1947.